# Pembroke (Virginia)
Pembroke è un comune degli Stati Uniti d'America, situato nello Stato della Virginia, nella Contea di Giles.